# Jerzy Wasilewski (architekt)

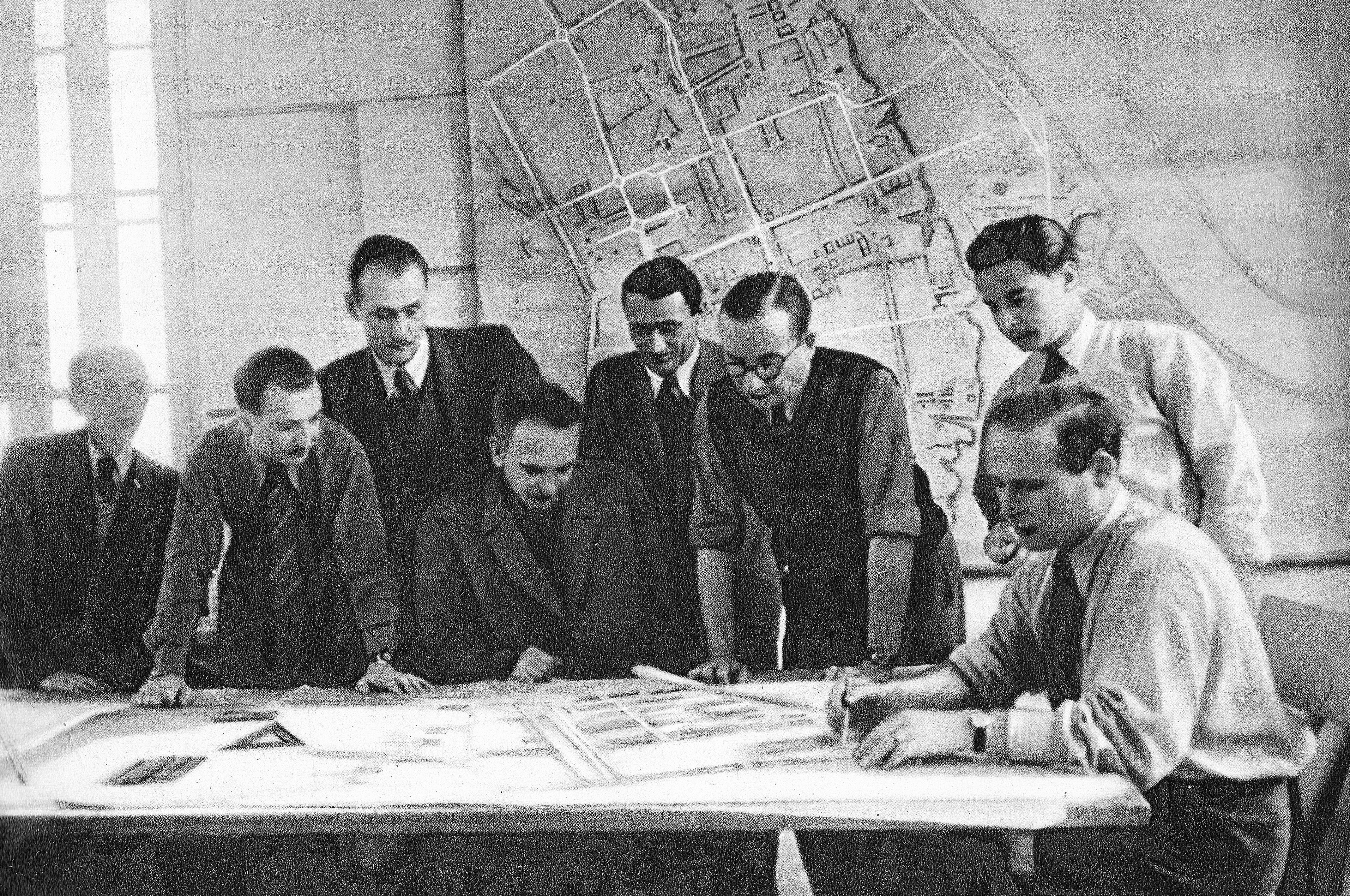
Pracownicy BOS z pracowni Śródmieście – Jerzy Wasilewski (drugi od prawej)

Jerzy Antoni Wasilewski (ur. 1913 w Pabianicach, zm. 17 stycznia 1963 w Warszawie) – polski architekt i wykładowca akademicki.

## Życiorys
Studia na Wydziale Architektury Politechniki Warszawskiej (PW) rozpoczął w okresie międzywojennym. Jako student w końcu lat 30. wziął udział w pracach nad projektem toru wyścigów konnych na warszawskim Służewcu, którego głównym twórcą był Zygmunt Plater-Zyberk. Okupacja niemiecka przerwała mu studia, które ukończył dopiero w 1950. Wcześniej podjął pracę w Biurze Odbudowy Stolicy (BOS). Był projektantem w Wydziale Architektury. Przystąpił wówczas także do złożonego z architektów BOS zespołu projektowego „Pingwiny”. W okresie późniejszym został pracownikiem dydaktycznym na Wydziale Architektury PW. Ponadto należał do Oddziału Warszawskiego Stowarzyszenia Architektów Polskich (SARP).
Zmarł przedwcześnie w wieku 50. lat. Został pochowany na Starych Powązkach w Warzawie (kwatera 21, rząd 2, miejsce 25, 26).

### Małżeństwo
W latach 30. poślubił Krystynę z d. Zawisza (1919–1981).

## Dokonania
- Budynek Centrali Ogrodniczej w Warszawie przy ul. Wilczej 38/40 (1950) – współautorzy: Stefan Hołówko, Konstanty Kokozow, Mikołaj Kokozow, Tadeusz Iskierka i Bogumił Płachecki
- Dom wielorodzinny Głównego Instytutu Pracy w Warszawie przy ul. Noakowskiego 8 (1950–1953) – współautorzy: Stefan Hołówko, Konstanty Kokozow, Mikołaj Kokozow, Tadeusz Iskierka i Bogumił Płachecki
- Stadion żużlowy Budowlanych w Warszawie – współautor: Mikołaj Kokozow

### Konkursy
- Projekt gmachów Ministerstwa Bezpieczeństwa Publicznego w Warszawie (1948) – współautorzy: Stefan Hołówko, Tadeusz Iskierka, Mikołaj Kokozow i Bogumił Płachecki (II nagroda równorzędna)
- Projekt Placu Centralnego w Warszawie (1953) – współautorzy: Mikołaj Kokozow, Konstanty Kokozow, Józef Łowiński i Leonard Tomaszewski (wyróżnienie równorzędne)